# Lochmorhynchus borrori
Lochmorhynchus borrori är en tvåvingeart som beskrevs av Artigas 1970. Lochmorhynchus borrori ingår i släktet Lochmorhynchus och familjen rovflugor. Inga underarter finns listade i Catalogue of Life.